# Nordhausen
Nordhausen er en by i Thüringen i Tyskland. Den ligger i det sydlige Harzen og er hovedbyen i Landkreis Nordhausen. Den var engang kendt for en stor tobaksproduktion, og den er stadig kendt for spiritusmærket Nordhäuser Doppelkorn. 